# Isaac Lupien
Isaac Lupien (* 30. März 1995 in Toronto, Ontario) ist ein kanadischer Schauspieler, Tänzer, Tanzlehrer und Choreograf.

## Leben
Lupiens Eltern besitzen und betreiben die Canadian Dance Company in Oakville. Er hat drei Schwestern. Er ist neben seinen Haupttätigkeiten als Schauspieler und Tänzer auch als Tanzlehrer und Choreograf tätig und gibt regelmäßig Kurse und Workshops auch über Kanadas Grenzen hinaus, zum Beispiel in Gibraltar. Lupien debütierte als Filmschauspieler im 2008 erschienenen Spielfilm Flash of Genius, wo er den jungen Robert Kearns darstellte. Von 2013 bis 2020 verkörperte er die Rolle des Eldon in der kanadischen Fernsehserie The Next Step. 2019 folgte eine Nebenrolle im Tanzfilm Dance Together.

## Filmografie
- 2008: Flash of Genius
- 2013–2020: The Next Step (Fernsehserie, 122 Episoden)
- 2019: Dance Together